# Cribratina
Cribratina es un género de foraminífero bentónico de la familia Cribratinidae, de la superfamilia Haplophragmioidea, del suborden Loftusiina y del orden Loftusiida. Su especie tipo es Nodosaria texana. Su rango cronoestratigráfico abarca desde el Albiense (Cretácico inferior) hasta el Cenomaniense inferior (Cretácico superior).

## Discusión
Clasificaciones previas incluían Cribratina en la superfamilia Hormosinoidea, así como en el suborden Textulariina del orden Textulariida o en el orden Lituolida.

## Clasificación
Cribratina incluye a las siguientes especies:
- Cribratina hoeverensis †
- Cribratina texana †